# Pallacanestro Cantù
Pallacanestro Cantù is een professionele basketbalclub uit Cantù, Italië die uitkomt in de Lega Basket Serie A.

## Geschiedenis
Pallacanestro Cantù is opgericht in 1936. In de Korać Cup haalde Cantù vijf keer de finale en won er vier. In 1973 wonnen ze van Maes Pils Mechelen uit België met een totaalscore over twee wedstrijden met 191-169. In 1974 wonnen ze over twee wedstrijden van KK Partizan uit Joegoslavië met een totaalscore van 174-154. In 1975 wonnen ze over twee wedstrijden van FC Barcelona met een totaalscore van 181-154. In 1989 nam KK Partizan wraak voor de finale van 1974. Over twee wedstrijden waren ze te sterk. Met een totaalscore van 171-177 ging de cup ditmaal naar Belgrado. In 1991 won Cantù zijn vierde Cup door over twee wedstrijden Real Madrid uit Spanje met een totaalscore van 168-164 na verlenging te verslaan. Ook in de Saporta Cup speelde Cantù een grote rol door vier jaar achter elkaar de finale te halen en drie keer te winnen. In 1977 wonnen ze van Radnički Belgrado uit Joegoslavië met 87-86. In 1978 wonnen ze van Sinudyne Bologna uit Italië met 84-82. In 1979 wonnen ze van EBBC Den Bosch uit Nederland met 83-73. In 1980 verloren ze van Emerson Varese uit Italië met 90-88 na verlenging. In 1981 wonnen ze voor de vierde keer de Saporta Cup door FC Barcelona uit Spanje met 86-82. Het grootste succes is in de geschiedenis van de club, zijn de overwinningen in de EuroLeague. In 1982 wonnen ze van Maccabi Tel Aviv uit Israël met 86-80 en in 1983 wonnen ze van Billy Milano uit Italië met 69-68. Geert Hammink uit Nederland heeft ook nog even bij de club gespeeld.

## Erelijst
- Landskampioen Italië: 3
  - Winnaar: 1968, 1975, 1981
  - Tweede: 1980, 2011

- Bekerwinnaar Italië:
  - Runner-up: 1997, 2003, 2011, 2012

- Supercupwinnaar Italië: 2
  - Winnaar: 2003, 2012
  - Runner-up: 2011

- EuroLeague: 2
  - Winnaar: 1982, 1983

- Saporta Cup: 4
  - Winnaar: 1977, 1978, 1979, 1981
  - Runner-up: 1980

- Korać Cup: 4
  - Winnaar: 1973, 1974, 1975, 1991
  - Runner-up: 1989

- Intercontinental Cup: 2
  - Winnaar: 1975, 1982
  - Runner-up: 1983

- Triple Crown: 2
  - Winnaar: 1970, 1973

## Bekende (oud)-spelers
- Antonello Riva
- Giuseppe Bosa
- - Dan Gay
- Alberto Rossini
- Alessandro Zorzolo
- Jeff Turner
- Greg Stokes
- Eros Buratti
- Andrea Gianolla
- - Pace Mannion
- Geert Hammink

## Bekende (oud)-coaches
- Carlo Recalcati
- Fabrizio Frates
- Antonio Díaz-Miguel
- Stefano Sacripanti
- Luca Dalmonte

## Sponsornamen
- 1936-1945: O.N.D. Cantù
- 1945-1951: A.P. Cantù
- 1951-1955: Milenka Cantù
- 1955-1956: Mobili Cantù
- 1956-1958: Oransoda Cantù
- 1958-1965: Fonte Levissima Cantù
- 1965-1969: Oransoda Cantù
- 1969-1970: A.P. Cantù
- 1970-1977: Forst Cantù
- 1977-1980: Gabetti Cantù
- 1980-1982: Squibb Cantù
- 1982-1983: Ford Cantù
- 1983-1985: Jolly Colombani Cantù
- 1985-1988: Arexons Cantù
- 1988-1989: Wiwa Vismara Cantù
- 1989-1990: Vismara Cantù
- 1990-1994: Shampo Clear Cantù
- 1994-1999: Polti Cantù
- 1999-2000: Canturina Servizi Cantù
- 2000-2001: Poliform Cantù
- 2001-2004: Oregon Scientific Cantù
- 2004-2006: Vertical Vision Cantù
- 2006-2008: Tisettanta Cantù
- 2008-2009: NGC Cantù
- 2009-2010: NGC Medical Cantù
- 2010-2012: Bennet Cantù
- 2012: Chebolletta Cantù (Binnenland)
- 2012: Mapooro Cantù (Europese competitie)
- 2013: Lenovo Cantù (Binnenland)
- 2013-2016: Acqua Vitasnella Cantù (Binnenland)
- 2016-2019: Red October Cantù (Binnenland)
- 2013-2018: FoxTown Cantù (Europese competitie)
- 2019: Acqua S.Bernardo Cantù
- 2019-heden: S.Bernardo-Cinelandia Cantù